# Endorfin
Endorfiny jsou opioidní polypeptidy, obsahující obvykle 16–31 aminokyselinových zbytků. Vznikají štěpením prekurzorové bílkoviny v mozku, pankreatu, placentě a pravděpodobně i v dalších tkáních. Podobně jako morfin a jemu příbuzné látky (proto také bývají nazývány endogenní morfiny) se vážou na opioidní receptory v plazmatické membráně cílových buněk. Působí jako neurotransmitery a neuromodulátory. Mají modulační funkce centrální (spánek, nálada, analgezie) a periferní (endokrinní regulace).
Endorfin bývá také nazýván hormonem štěstí, protože se uvolňuje do mozku a způsobuje dobrou náladu, pocity štěstí, tlumí bolest, ovlivňuje výdej některých hormonů, vyplavuje se při stresu a svalové zátěži (při porodu, sportování, sexu). Také hraje důležitou roli v některých tělesných funkcích (při regulaci teploty). Vylučování endorfinu v mozku podporují některé potraviny. Tento efekt byl popsán např. u krys, jimž byla podávána čokoláda.
Existují minimálně tři různé rodiny opiodních peptidů. Endorfiny jsou produktem genu kódujícího velký prekursorový peptid pro-opiomelanokortin (POMC).
Mnoho sportovců, zejména dálkových běžců, se při běhu setkává se stupňujícími se nepříjemnými pocity; těžký dech, stupňující se únava nohou, píchání v boku nebo v prsou. Náhle – to když se nepříjemné pocity stupňují k nesnesitelnosti – však dojde ke změně a začnou se cítit až neskutečně dobře, pociťovat prudkou radost z běhu a mají pocit, že by snad mohli běžet celý den. Tento jev se nazývá „druhý dech“. Je to chvíle, kdy se začínají uvolňovat „hormony štěstí“, mezi nimi i  endorfin.